# Aakirkebykredsen
Aakirkebykredsen er en opstillingskreds ved valg til Folketinget, der siden 2007 har været en af to kredse i Bornholms Storkreds. I 1920-2006 var kredsen en opstillingskreds i Bornholms Amtskreds. Indtil 1918 var Aakirkebykredsen en valgkreds.
Den 8. februar 2005 var der 17.261 stemmeberettigede vælgere i kredsen. Den består af dele af Bornholms Regionskommune (det tidligere Allinge-Gudhjem, Neksø og Åkirkeby Kommuner) og desuden Ertholmene (Christiansø Sogn), der ikke er del af nogen kommune.
Kredsen rummede i 2005 flg. kommuner og valgsteder:
1. Bornholms Kommune
  1. Allinge
  2. Østermarie
  3. Svaneke
  4. Nexø
  5. Pedersker
  6. Aakirkeby
2. Ertholmene (udenfor den kommunale struktur)
  1. Christiansø

## Aakirkebykredsens folketingsmænd 1849-1918
(ikke komplet)
- 1849-1852: Hans Madsen Koefoed, officer (bondeven)
- 1852-1853: Caspar Frederik Gram, præst (nationalliberal)
- 1913-1920: K.H. Kofoed, lærer (Det radikale Venstre)

## Folketingskandidater pr. 23/12-2016
| Liste | Parti                       | Kandidat                              | Bemærk                                           |
| ----- | --------------------------- | ------------------------------------- | ------------------------------------------------ |
| A     | Socialdemokratiet           | Claus Larsen-Jensen, Lars Goldschmidt |                                                  |
| B     | Radikale Venstre            | Bente Johansen                        |                                                  |
| C     | Det Konservative Folkeparti | Ianto Tryfan Davies Gerdes            |                                                  |
| D     | Nye Borgerlige              |                                       |                                                  |
| F     | Socialistisk Folkeparti     |                                       |                                                  |
| I     | Liberal Alliance            |                                       |                                                  |
| O     | Dansk Folkeparti            | Knud Henrik Folkmann                  |                                                  |
| V     | Venstre                     | Jens Rathmann Hansen                  |                                                  |
| Ø     | Enhedslisten                |                                       |                                                  |
| Å     | Alternativet                | Poul Bloch Jensen, Maria Hach         | Stiller op i begge bornholmske opstillingskredse |